# Olympische Sommerspiele 1916

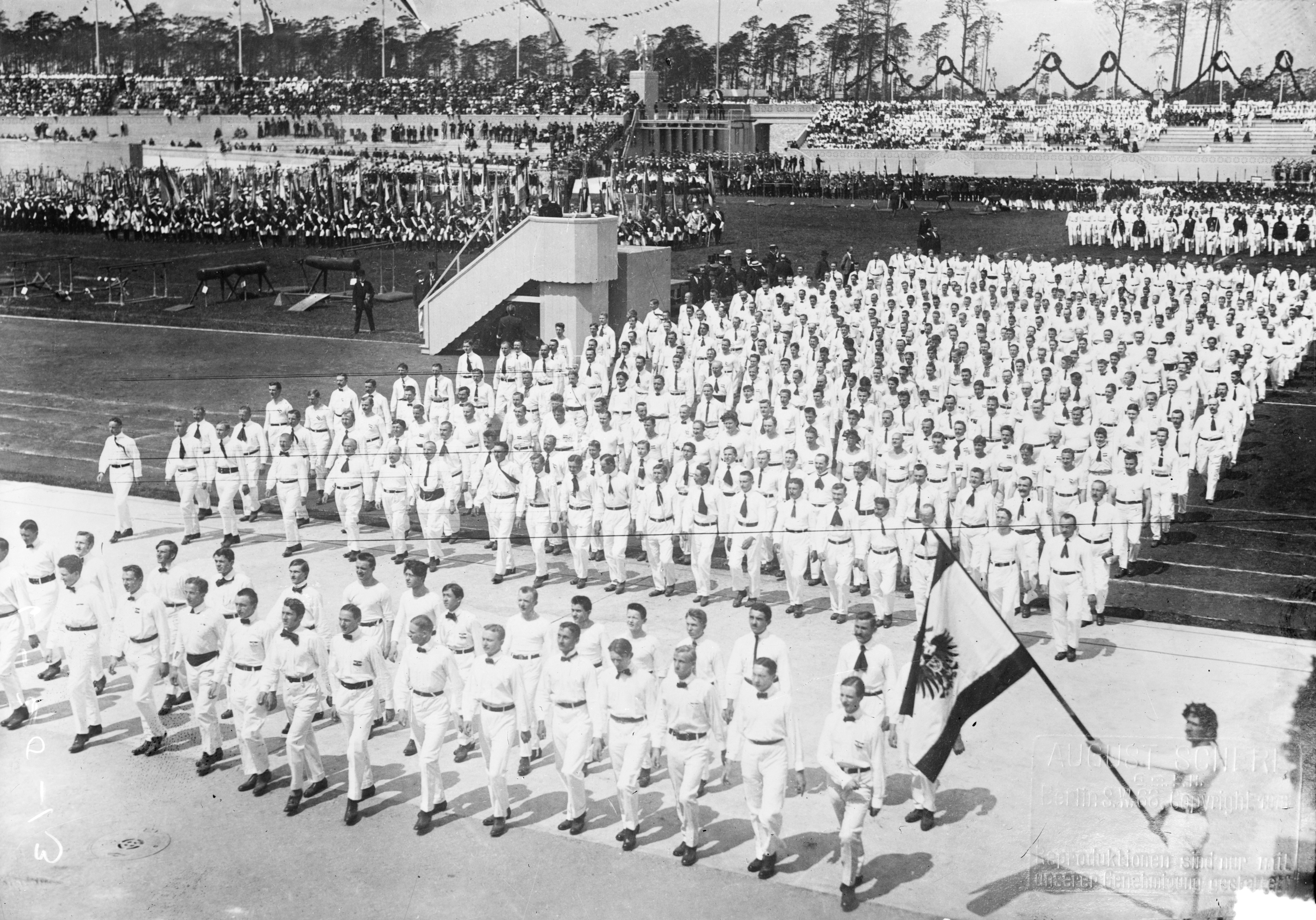
Turnerparade zur Eröffnung des Deutschen Stadions am 8. Juni 1913

Die Olympischen Sommerspiele 1916 (offiziell Spiele der VI. Olympiade genannt) wurden vom Internationalen Olympischen Komitee (IOC) am 4. Juli 1912 nach Berlin vergeben. Das IOC gab der deutschen Hauptstadt den Vorzug gegenüber Alexandria, Amsterdam, Brüssel, Budapest und Cleveland. Wegen des Ersten Weltkriegs fanden die Spiele nicht statt.

## Vergabe
IOC-Präsident Coubertin hatte Berlin favorisiert, denn er meinte, dies könne im Sinne der Völkerverständigung dazu beitragen, den drohenden Krieg zu verhindern. Dies glückte zwar nicht, aber die Spiele wurden – in der Hoffnung auf ein baldiges Kriegsende – nicht sofort abgesagt. Wegen des Ersten Weltkriegs mussten die Spiele dann allerdings dennoch ausfallen.
Als Wettkampfstätte der Spiele war im Grunewald auf dem Gebiet der damals noch eigenständigen Stadt Charlottenburg das 1913 eingeweihte Deutsche Stadion errichtet worden, der Vorgängerbau des heutigen Berliner Olympiastadions.
Da 1931 die Spiele von 1936 nach Berlin vergeben wurden, wurde Berlin mit 20-jähriger Verspätung doch noch Olympiastadt.

## Geplante Wettkämpfe
Über das vorgesehene Wettkampfprogramm liegen widersprüchliche Quellen vor. Insbesondere die Aufnahme von Boxen, Reiten und Segeln ist strittig.
Wichtigste Neuerung wäre die Austragung einer olympischen Wintersportwoche (im Februar) gewesen. Vorgesehen waren Eiskunstlauf, Eisschnelllauf (Mehrkampf) und Eishockey sowie Nordischer Skisport (auszutragen im Schwarzwald am Feldberg) mit zwei Langlaufdisziplinen, Skispringen und Nordischer Kombination. Somit hätte es bereits 1916 einen ernsthaften Vorläufer der Olympischen Winterspiele gegeben.
Bei der 17. Session des IOC am 13./14. Juni 1914 in Paris (verbunden mit der Feier zur 20. Wiederkehr der Gründung des IOCs) wurden wichtige Entscheidungen getroffen. Die internationalen Fachverbände erhielten ein wichtiges Mitspracherecht bei der Auswahl der Disziplinen, die bei den Olympischen Spielen ab 1916 zur Austragung kommen sollten. Auch die Teilnahme von Frauen wurde beschlossen (allerdings bestimmte jeder Fachverband ob und in welchen Disziplinen). Dort, wo es keine Fachverbände gab (z. B. Moderner Fünfkampf), wurde ein Experten-Ausschuss gegründet, der die Interessen dieser Sportart wahrnehmen sollte. Im klassischen Sommersport-Programm fällt gegenüber 1912 eine zaghafte Modernisierung auf. So entfielen z. B. in der Leichtathletik die Sprünge aus dem Stand und das beidarmige Werfen. Im Schwimmen sollte das Seitenschwimmen als zusätzlicher Stil eingeführt und damit auch ein Wettbewerb im Lagenschwimmen ermöglicht werden.
Bei den Radsportlern wären gegenüber 1912 fünf Bahnwettbewerbe hinzugekommen. Auch ein Turnier im Radpolo war geplant, nachdem bei den Olympischen Spielen 1908 ein Demonstrationsspiel im Radpolo zwischen Irland und Deutschland ausgetragen worden war. Auch Golf gehörte zu den geplanten olympischen Wettkämpfen. Im Turnen waren erstmals Wettbewerbe für Damen vorgesehen.